# Урожайный сельсовет
Урожайный сельсовет — сельское поселение в Советском районе Алтайского края.
Административный центр — село Урожайное.

## Население
| 1997  | 1998  | 1999  | 2000  | 2001  | 2002  | 2003  | 2004  | 2005  | 2006  | 2007  | 2008  |
| ----- | ----- | ----- | ----- | ----- | ----- | ----- | ----- | ----- | ----- | ----- | ----- |
| 2427  | ↗2493 | ↘2465 | ↘2176 | ↘2073 | ↗2083 | ↘1992 | ↗1996 | ↗2050 | ↘2035 | ↘2025 | ↘2005 |
| 2009  | 2010  | 2011  | 2012  | 2013  | 2014  | 2015  | 2016  | 2017  | 2018  | 2019  | 2020  |
| ↘1933 | ↘1810 | ↘1806 | ↘1793 | ↗1800 | ↗1831 | ↘1792 | ↘1759 | ↘1719 | ↘1705 | ↘1678 | ↘1661 |
| 2021  |       |       |       |       |       |       |       |       |       |       |       |
| ↘1644 |       |       |       |       |       |       |       |       |       |       |       |

По результатам Всероссийской переписи населения 2010 года, численность населения муниципального образования составила 1810 человек, в том числе 854 мужчины и 956 женщин.

## География
Озёра: Светлое, Кокша и др.

## Состав сельского поселения
В состав сельского поселения входят 3 населённых пункта:
| № | Населённый пункт | Тип населённого пункта       | Население |
| - | ---------------- | ---------------------------- | --------- |
| 1 | Лебединый        | посёлок                      | ↗193      |
| 2 | Семилетка        | посёлок                      | ↗429      |
| 3 | Урожайное        | село, административный центр | ↘1178     |